# Allgemeinkrankenhaus (St. Helena)

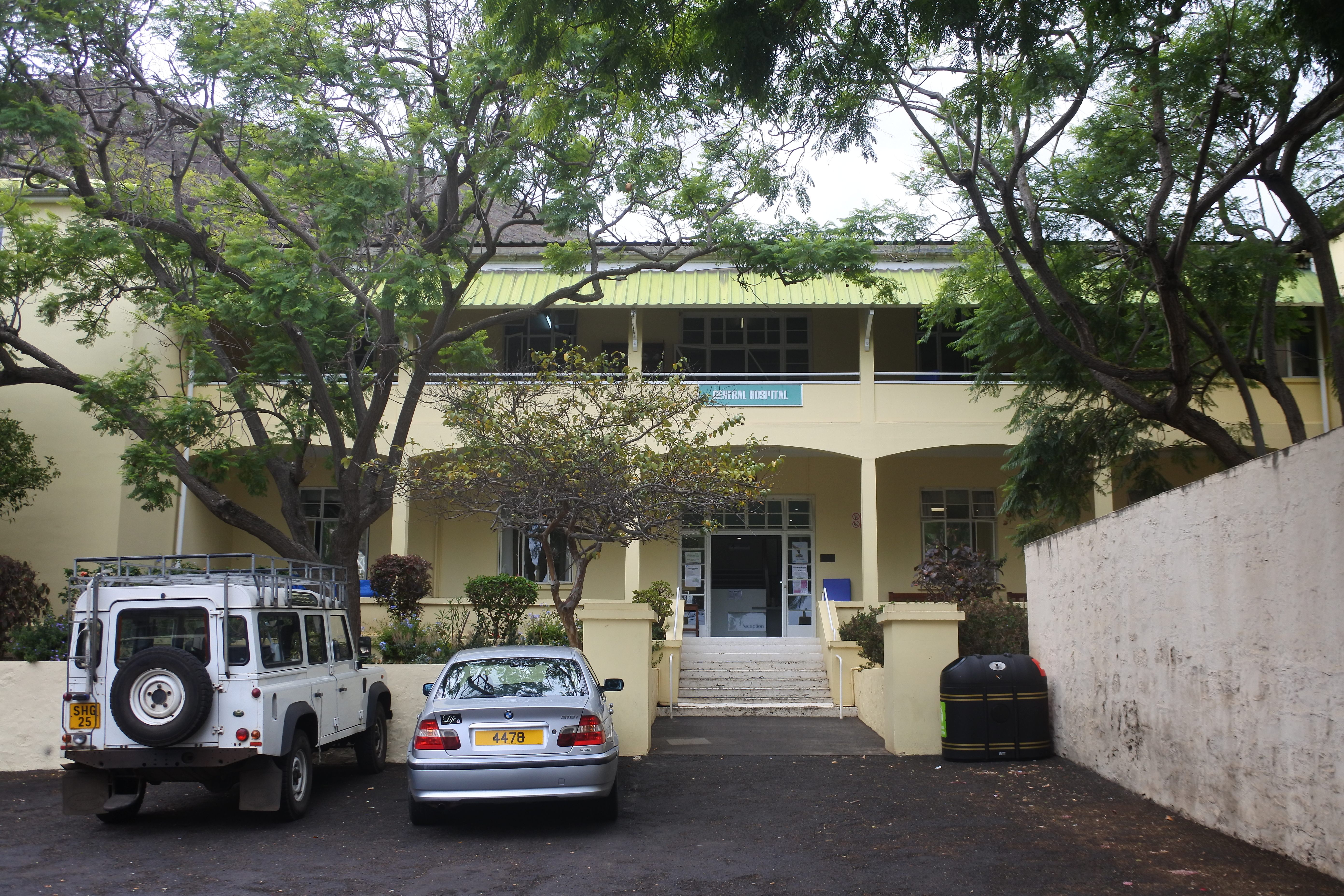
Außenansicht des Krankenhauses

Das Allgemeinkrankenhaus auf St. Helena (englisch St. Helena General Hospital) ist das einzige Krankenhaus der Insel St. Helena, einem gleichberechtigten Teil des Britischen Überseegebietes St. Helena, Ascension und Tristan da Cunha. Es befindet sich in Jamestown.
Das Krankenhaus verfügt über 39 oder 54 Betten und entspricht in Ausstattung und Angebot dem britischen Standard. Es wurde seit 2015 für 2,5 Millionen Pfund Sterling aufwändig renoviert und neu ausgestattet.